# Armorial général de France

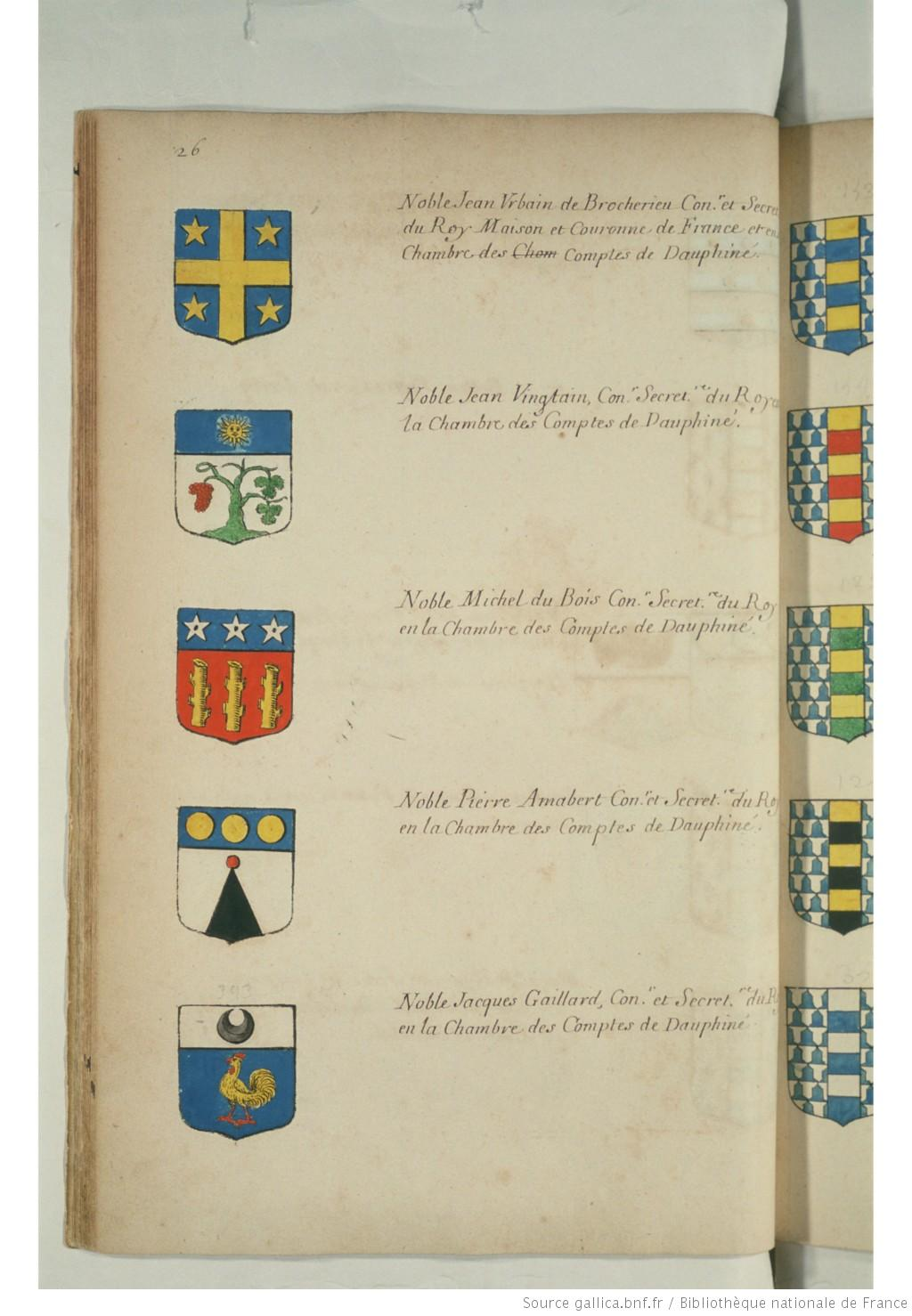
Une page de l'Armorial général de France par d'Hozier

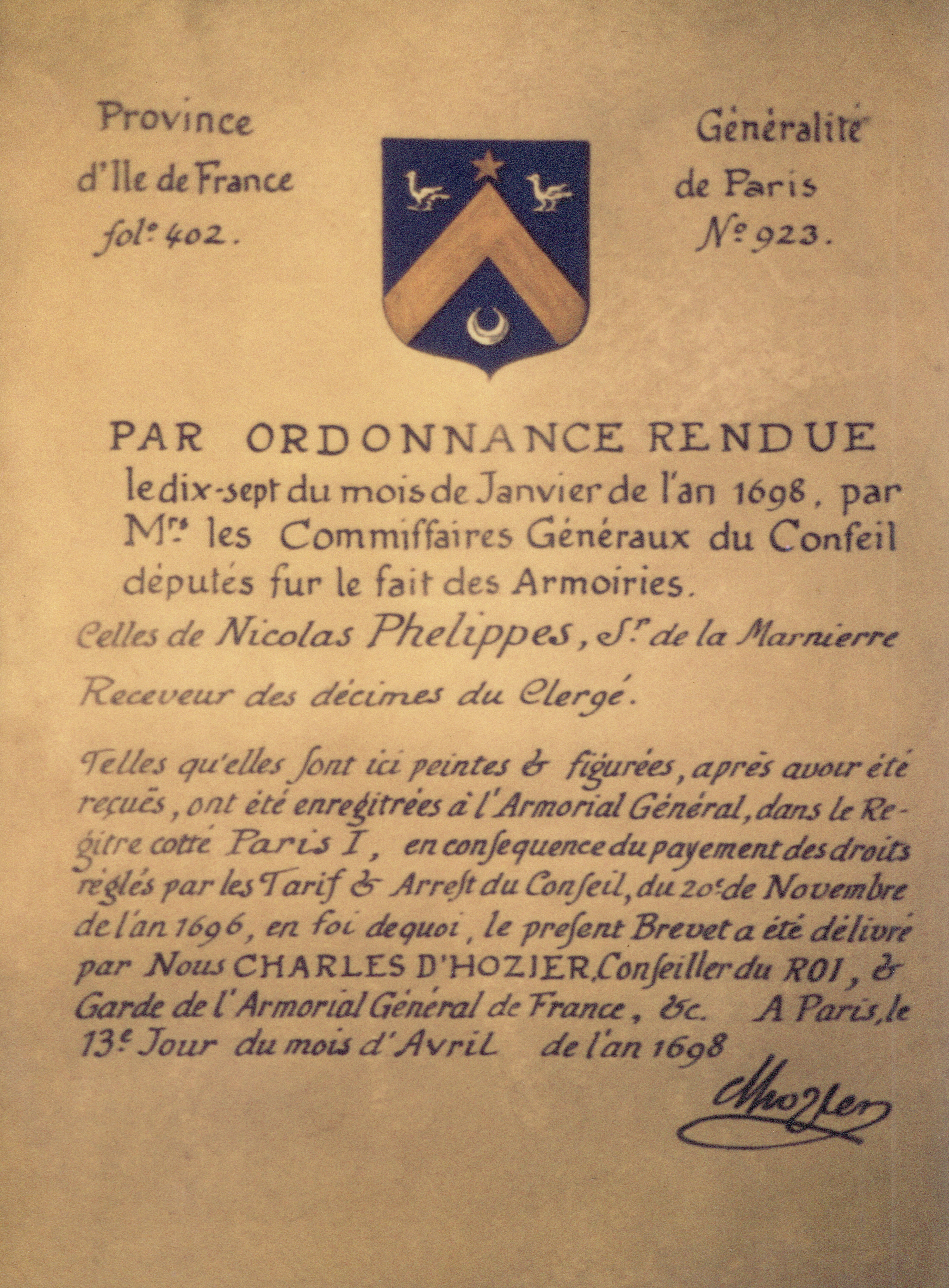
Copie de brevet d'armoiries délivré par d'Hozier

 (mars 2019).
Si vous disposez d'ouvrages ou d'articles de référence ou si vous connaissez des sites web de qualité traitant du thème abordé ici, merci de compléter l'article en donnant les références utiles à sa vérifiabilité et en les liant à la section « Notes et références ».
L'Armorial général de France autrement appelé « Armorial d'Hozier », est un recueil d'armoiries dont la création fut ordonnée par le roi Louis XIV en 1696. Il comprend les blasons (décrits et figurés) de plus de 120 000 personnes et communautés, se trouvant dans les 28 généralités de la France à la fin du XVIIe siècle (y compris les villes de Paris et Versailles). Malheureusement, les déclarations étaient taxées, ce qui généra une vive opposition, si bien que près de la moitié d'entre elles ont été imposées d'office, c'est-à-dire pourvues de blasons inventés pour la circonstance par l'administration dans un but fiscal, et on ne doit utiliser cet armorial qu'avec prudence.
Ce registre public recueillait des armoiries possédées par des personnes ou des communautés religieuses, nobles ou bourgeoises.

## Histoire
La portée de cette mesure est double :  réguler l'utilisation des armoiries, dont le port était resté relativement libre, et engendrer des recettes fiscales.

### Objectif de l'enregistrement
Il existait avant cette ordonnance une législation et un contentieux concernant l'usurpation d'armoiries et de couleurs des livrées. Un office de Juge général d'Armes de France avait été créé par Louis XIII en 1615 afin de régler ces questions. Il appartenait à la famille d'Hozier.
Cette enquête générale sur le port des armoiries est due à la volonté de dresser et de tenir un registre public de toutes les armoiries afin d'en constater la propriété et de la rendre exclusive.
Selon le tarif établi en 17 articles qui fut joint à l'édit, les provinces devaient payer 300 livres, les villes avec évêché ou cour supérieure 100 livres, les autres villes 50 livres, les abbayes autant, les prieurés 25, etc. L'enregistrement des fiefs, même titrés, était facultatif ("s'il est demandé"), et de fait, ils firent quasiment tous défaut.

### Objectifs
Selon Yvan Loskoutoff, c'est la situation précaire du trésor, fragilisé par la guerre de la Ligue d'Augsbourg (1689-1697) et convalescent de la crise monétaire anglaise qui incite Louis Phélypeaux de Pontchartrain, ministre des finances de Louis XIV, à soumettre une nouvelle idée au roi. D'après le livre L'Opération généalogique, c'est également une question de point de vue politique.
Après avoir établi l'année précédente la capitation, un impôt par tête dont s’est acquitté une très grande partie de la France du XVIIe, qu'elle fût ou non privilégiée, Pontchartrain développe l'idée d'un recensement général des armoiries portées dans le royaume, et d'une maîtrise pour les contrôler. l'édit de novembre 1696 voit ainsi le jour.

### Champ d'application de l'Édit
Les articles 6 & 8 énumèrent les personnes concernées :
1. - Personnes physiques
" Les officiers tant de nostre Maison et de celles des Princes et Princesses de nostre Sang que ceux d Epée de Robe de Finance et des Villes les Ecclésiastiques les Gens du Clergé les Bourgeois de nos Villes Franches et autres qui jouissent à cause de leurs Charges Estats et Emplois de quelques exemptions privilèges et droits publics jouiront aussi du droit d'avoir et de porter des Armes à la charge de les présenter dans le temps ci dessus aux bureaux des Maistrises particulières autrement le dit temps passé nous les en avons déclaré décheus "
sont donc concernés, de façon non exhaustive :
- tous les individus servant le roi : les officiers de la maison du roi, qu'ils soient nobles ou roturiers.
- les individus servant une maison princière, comme  les officiers de la maison de Condé.
- les officiers d'épée : les officiers, quelle que soit leur qualité , servant sur terre ou sur mer dans les armées du roi, les enseignes, capitaines ou chefs de brigade par exemple.
- les officiers de robe : ce sont ceux titulaires d'un office de justice, comme les conseillers des parlements ou des présidiaux.
- les officiers de finance : tous les officiers titulaires d'un office dans la finance : c'est le cas des conseillers à la cour des Aydes ou les conseillers en l'élection.
- les officiers de ville :  les titulaires d'un office dans les institutions municipales : ainsi le sont les consuls, échevins , les maires, les prévôts des marchands par exemple.
- les ecclésiastiques & gens du clergé : les membres du haut ou bas clergé, et les membres de l'université.
- les bourgeois de villes franches : les habitants de certaines villes du royaume, jouissant du "droit de bourgeoisie" et exempts de la Taille, que payaient les roturiers.
"Et pour ne pas priver de cette marque d'honneur nos autres sujets qui possèdent des Fiefs et Terres nobles les personnes de Lettres et autres qui par la noblesse de leur profession et de leur art ou par leur mérite personnel tiennent un rang d honneur et de distinction dans nos Estats et dans leurs Corps Gompagnies et Communautez et généralement tous ceux qui se seront signalez à nostre service dans nos Armées négociations et autres emplois remarquables voulons que les officiers de la Grande Maistrise leur en puissent accorder lorsqu'ils en demanderont eu égard à leurs estats qualitées et profession".
Sont inclus ici probablement les maîtres de jurande, qui peuvent être des marchands reconnus dans leur domaine : la joaillerie, la fonderie, la draperie ou l'orfèvrerie pour n'en citer que quelques-uns ; des maîtres verriers, les roturiers titulaires de fiefs, les gens de lettres.
Cette formule imprécise permet de n'exclure personne de la capacité héraldique.
2. - Personnes morales ou communautés
Outre les personnes physiques, les personnes morales sont invitées à enregistrer leurs armoiries : "Provinces, pays d'États, Gouvernements, Villes, Terres, Seigneuries, Archevechéz, Chapitres et Abbayes, Prieuréz et autres Bénéfices, Compagnies, Corps et Communautéz" .

### Procédure
L'édit royal de Louis XIV de novembre 1696 porta création d'une «  maitrise générale des armoiries » , composée de 37 officiers (dont 16 charges anoblissantes) pour la "grande maîtrise", ayant juridiction dans tout le royaume, et de plusieurs maîtrises "particulières", installées dans chacune des généralités du pays (soit 28), et composées de 10 offices, pour assurer l'enregistrement des blasons déjà existants ou à venir, de façon perpétuelle. Il donne pouvoir aux officiers de la grande maitrise d'en « accorder à ceux qui le demanderont eu égard à leurs états, qualités et professions ». Cette maitrise fut cependant supprimée par un nouvel édit d'août 1700, car personne, ou presque, ne voulut acheter ces offices.
Dans l'intervalle, Charles René d'Hozier, ancien Juge d'Armes de France dont la charge avait été supprimée par l'édit, fut nommé garde de l'Armorial par un arrêt du Conseil du roi du 18 décembre 1696, et il délivra des brevets à raison d'1 livre 10 sous la pièce. Ces brevets valaient lettres d'armoiries « sans cependant que les brevets ou lettres puissent en aucun cas tirer à conséquence pour preuves de noblesse. » (article 17). Elles étaient héréditaires à condition pour les héritiers de les faire recevoir dans l'année du décès du chef de famille.
Philippe du Puy de Clinchamps, dans son ouvrage intitulé La noblesse, écrit à ce sujet : « Quant au brevet d'armoiries, délivré très officiellement par la grande maitrise des armes du Royaume, notamment lors de l'enregistrement de 1696, nous avons déjà dit ce qu'il convient d'en penser : il prouve uniquement que celui qui reçut ce brevet avait payé 20 livres, simple impôt sur la vanité, qu'il ait été noble ou d'excellente roture, et rien de plus ».
L'édit précise (article 12) qu'il est défendu d'usurper les armoiries d'autrui ; ce qui suppose qu'à cette réserve près, chacun est libre de prendre les armes qu'il souhaite. Toutefois, le Roi ne tarda pas à soumettre "les fleurs de lys d'or en champ d'azur" à autorisation (arrêt du 22 juillet 1698). D'Hozier fut spécialement chargé de les contrôler. Quiconque n’était pas en mesure de justifier leur possession se voyait exposé à une fâcheuse réforme, les symboles royaux étant supprimés ou remplacés par d’autres objets, besants, rocs, étoiles, etc. C’est pourquoi il importe de bien distinguer ces registres spéciaux. appelés "armoiries sursises".
Comme les maîtrises de province n'entrèrent jamais en fonction, et que les traitants prétendaient s'en mêler le moins possible, ce sont les Intendants des généralités qui furent chargés d'assurer la bonne exécution de l'édit. Des bureaux furent ouverts dans les principales villes du royaume afin de collecter les déclarations. Après paiement des droits, les commis transmettaient les demandes à la grande maîtrise (c'est-à-dire concrètement, à d'Hozier) qui les examinait et les enregistrait. Puis celui-ci retournait aux commis, pour les faire parvenir aux bénéficiaires, un récépissé sous la forme d'un feuillet imprimé sur parchemin portant le nom du titulaire (individu ou institution), avec le blason peint, à défaut de sa description ou blasonnement, qui était seulement inscrite dans l'Armorial général conservé à Paris.
Afin d'imposer l'enregistrement à tous ceux qui utilisaient des armoiries, il fut décidé (article 11) que deux mois après la clôture de l'enquête, il serait fait défense d'utiliser des armoiries non enregistrées, à peine de 300 livres d'amende, dont un tiers pour le dénonciateur. Il était également prévu la confiscation des objets illégalement armoriés (meubles, argenterie, carrosses, etc.), ce qui fut confirmé par un arrêt du Conseil du 24 mars 1697.

### Les oppositions
L'usage des armoiries ayant toujours été libre et gratuit en France, les agents de l'Armorial général ont eu à lutter contre une inertie, voire une véritable opposition, de la part de plusieurs catégories. Il y eut un grand nombre d'arrêts du Conseil pour en assurer l'exécution, soit en contraignant les récalcitrants, soit au contraire en modérant le trop grand zèle des agents.
Beaucoup de communautés n'en voyaient pas l'utilité. En dehors des communautés de métiers et des chapitres, elles n'avaient parfois pas d'armoiries particulières, et les agents royaux ont souvent dû leur attribuer des armoiries dites d'office.
Parmi les individus, une grande proportion des nobles, notamment de cour, estimaient que leurs armoiries étaient déjà connues et enregistrées, et qu'ils étaient au-dessus de ces formalités. Cependant, la famille royale et les princes de sang furent priés de montrer l'exemple (article 7 de l'édit).
Les membres du Clergé ne s'estimaient pas concernés, en particulier les religieux qui sont considérés comme morts civilement. Les communautés urbaines, comme les Jésuites, les Minimes ou les Visitandines, acceptèrent plus facilement l'édit, alors que bénédictins et cisterciens, retirés dans leurs solitudes, firent plus souvent la sourde oreille. Les évêques jansénistes d'Auxerre ou d'Orléans profitèrent de l'occasion pour exprimer leur mécontentement, en refusant ostensiblement toute déclaration.
Quant aux bourgeois notables des villes, beaucoup refusaient par avarice ou par esprit de fronde. Les plus fortes oppositions se manifestèrent dans des pays montagneux ou relativement pauvres, comme l'Auvergne et le Béarn (80 % d'armes attribuées).

### Rôles d'imposition et armes d'office
De nombreux individus, institutions, ou communautés, ayant fait défaut de déclaration d'armoiries par refus de payer la taxe imposée, le Roi, au bout d'un an, autorisa les Intendants à établir des rôles (3 décembre 1697). Ceux-ci furent probablement calqués sur ceux de la capitation, un impôt par tête établi en 1695. Malheureusement, les traitants abusèrent de ce droit en prétendant contraindre une quantité de personnes qui n'avaient jamais porté blason ni songé à en prendre.
Quant à ceux qui étaient imposés de force, ou qui avaient payé sans rien déclarer, ce à quoi les commis embarrassés ne pouvaient les obliger, ils se virent attribuer par d'Hozier des armoiries dites d'office, pour la plupart inventées pour la circonstance, et qui ne furent jamais portées. Cette autorisation, datée du 22 mai 1699, était lourde de conséquence, puisque finalement près de la moitié de l'Armorial fut rempli ainsi.
Au début, les commis composèrent des armes allusives au nom ou au métier du récipiendaire. Les armoiries sont un accessoire du nom sous une forme  figurative, elles furent très en usage pour signer (sceau) ou pour marquer sa propriété (animaux, bâtiments, livrées, etc.) aux époques où peu de gens savaient lire et écrire, il était donc naturel d'attribuer des armes parlantes qui sont le nom de la personne traduit in rebus. L'armorial d'Amiens en cite plusieurs exemples : Revellois, un coq réveillant quatre oies (p. 153, no 122) ; Morgan, deux têtes de maures et un gant (p. 154, n° 150bis) ; Pinguet, un pin et un geai (p. 158, no 223), un autre Pinguet porte des armes tout à fait différentes (p. 161) ; Clarentin, une cloche et du thym (p. 158, no 230) ; Bouache, un bouc et deux haches (p. 160, no 268) ; etc. Certes, il est possible qu'une partie de ces armes parlantes aient été réellement choisies par les titulaires.
Puis ils s'amusèrent à décerner aux plus farouches opposants des armoiries franchement ridicules ou injurieuses. Ainsi en Bretagne, le sieur Malaunay fut affublé d "un visage d'homme avec un bouton sur le nez", tandis que les avocats de Quimper étaient gratifiés d "un âne bâté d'argent", et les huissiers de Nantes d'un "diable" ; un apothicaire écopa d'une seringue et trois pots de chambre ; en Bourgogne, le curé Raudot (celui de Bussy-Rabutin), au caractère sans doute explosif, reçut "une bombe de sable" ; à Lyon, la famille Plotton fut pourvue d’un "hérisson de gueules" (c’est-à-dire ensanglanté), parmi des centaines d'autres inventions du même goût. Ces plaisanteries durèrent deux ans.
Mais par la suite (arrêt du 16 septembre 1701), on mit en place un système de composition mécanique des armoiries, en utilisant une pièce honorable ou une partition et des couleurs variées. On reconnait ces cahiers au fait qu'ils sont établis sur deux colonnes, les noms des imposés à gauche suivant l'ordre des rôles, et les blasons à droite, attribués selon l'ordre du système. Les couleurs des écus changent l'un après l'autre, en commençant par celle du meuble ou de la pièce, avant de varier la couleur du champ, et de recommencer. À Amiens, cela donne : "D'or à un pal dentelé d'azur, d'or à un pal dentelé de gueules", etc. Les 2 métaux (or et argent) sont associés chacun à 4 émaux (azur, gueules, sinople et sable), ce qui fait 8 combinaisons, puis c'est le champ qui est de couleur et la pièce de métal, ce qui achève une première série de 16 ; ensuite on utilise d'autres pièces dentelées (fasce, bande, barre, chevron), puis deux, et finalement trois pièces. Ayant épuisé le dentelé (15 séries), voici l'engreslé (15 autres séries), puis le cannelé. En 1703, le principe est devenu un peu plus complexe, les blasons comportent une pièce chargée d'un meuble ; la combinaison du meuble et de la pièce font toujours 8 blasons, et le champ portant successivement les 6 couleurs ou métaux disponibles, chaque meuble offre donc 48 possibilités. Il n'y a plus ensuite qu'à varier les meubles, puis les pièces, si possible en alternance, sinon toute une généralité recevra la même pièce, comme ce fut le cas à Lyon..

### Grand retour et fin de l'Armorial
En novembre 1704, l'administration se lassa, et le Roi, sans doute peu satisfait des armoiries systématiques, bien éloignées de la gloire de son règne, consentit à mettre l'Armorial en sommeil. Le sieur d'Hozier, qui en reçut la garde, fut néanmoins autorisé à « réformer les armoiries qui, ayant été enregistrées, auront été mal prises, mal données ou mal expliquées dans l'Armorial. » (9 mars 1706).
Pourtant, la guerre de succession d'Espagne avait commencé. En 1709, à la suite de désastres militaires (Paris était menacé), et durant le terrible hiver qui désola la France, l'entreprise fut relancée, mais avec cette différence que les villes furent imposées collectivement, à charge pour elles de faire payer les contribuables. D'Hozier fut chargé de composer entre 25  et 30 000 armoiries d'office en un an. À Lyon, les récalcitrants de la généralité reçurent tous un chevron chargé d'un meuble, par exemple "d'or à un chevron d'azur chargé d'une rose d'argent", avec un choix de 16 meubles aléatoires (rose, étoile, coquille, billette, etc.), chacun offrant 48 combinaisons, soit un total de 768 possibilités (725 furent utilisées). En Bourgogne, on multiplia les 8 pièces honorables (deux bandes, chevrons, pals, fasces, puis trois, quatre, etc.). Dans d'autres généralités, les commis se servirent de partitions (parti, coupé, écartelé), ailleurs de simples initiales, et pour finir, la Provence utilisa un coupé chargé d'animaux exotiques de toutes les couleurs, sans doute inspirés par le crocodile de Nîmes.
Puis l'année suivante, quand les traitants eurent rempli leurs quotas, l'Armorial général fut définitivement clos dans la plus grande discrétion : on n'en connait pas la date précise (juin 1710 ?).
L'enregistrement de ces armes les classe donc en cinq séries: 1°) armes présentées par les intéressés et admises comme valables ; 2°) armes sursises, acceptées après vérification (il s'agit soit d'armes obscures, soit comportant des fleurs de lys, qui peuvent être supprimées ou modifiées par d'Hozier) ; 3°) registres mélangés (où des armes réelles côtoient des armes inventées) ; 4°) armes attribuées d'office de première catégorie (parlantes ou ridicules) ; 5°) armes d'office mécaniques. La proportion d'armes attribuées est importante : dans la Généralité de Rouen, sur 6 052 blasons décrits, 65 ont été acceptés après vérification, et 3 618 paraissent avoir été attribués d'office (soit plus de la moitié), ce qui ne veut pas dire qu'il s'agisse toujours de créations arbitraires. Au début en effet, des recherches étaient faites par les commis ou par d'Hozier, et les érudits retrouvent dans les séries 3 et 4 un certain nombre d'armes qui étaient déjà bien attestées pour la famille de l'intéressé.

### Dépenses et recettes
Chaque enregistrement d'armoiries était soumis à une redevance de 20 livres par individu, soit un vingtième de la portion congrue d'un curé, dépense très modique pour les personnes de condition et les bourgeois aisés, mais trop élevée pour les gens du peuple qui auraient voulu faire enregistrer des armoiries.
Suivant le système du fermage, le montant global de l'impôt était en principe avancé par le traitant Adrien Vanier (en réalité par ses 18 cautions, parmi lesquels se remarquaient Poisson de Bourvalais et Samuel Bernard), payable en deux annuités, pour un montant prévu de 5 833 333 livres sur 7 millions de recettes, les financiers se réservant un sixième de bénéfice, soit 1 166 666 livres. Mais vu le peu de succès de la taxe, et la lenteur des rentrées fiscales, on peut lire dans les nombreux états de finance consignés dans l'Armorial que les traitants ne s'engagent à payer sa part au Trésor qu'au fur et à mesure de l'avancement des recettes. Un "Relevé... des droits perçus" établi par d'Hozier, et retrouvé dans ses papiers lors d'une vente aux enchères en 1973, fait état d'un produit final de  2 439 855 livres, mais il ne comptabilise pas les communautés marchandes et religieuses. De plus, le chiffre cité parait établi à partir d'un comptage des blasons peints, lesquels sont largement inférieurs au nombre réel des enregistrements. Le produit définitif peut être estimé à un peu moins de 3 millions, au lieu des 7 attendus. Pour l'Auvergne seule, le montant des recettes s'est élevé à 55 020 livres.
La plus grande déception provient sans doute de la mévente des charges. Leur prix de vente n'est pas connu, mais l'édit prévoyait (article 19) de donner aux officiers 150 000 livres de gages, or ceux-ci sont habituellement d'un vingtième de la valeur de la charge. Ce sont donc 3 millions qui ont fait défaut au Roi, mais ils devaient revenir directement au Trésor sans passer par les financiers, ils ne font donc pas partie du traité passé avec eux, ni des 7 millions espérés.

## Résultat de l'enquête
On peut dire que, grâce aux contraintes imposées, le recensement est parvenu à être assez complet, car avec 125 807 entrées (nombre des blasons peints, probablement minoré), l'Armorial général a recensé et représenté la grande majorité des individus jugés fiscalement capables d'en porter, pour un territoire qui comprenait à l'époque environ 20 millions d'habitants, en grande majorité ruraux. À titre de comparaison, le Who's Who in France contient aujourd'hui 20 000 entrées pour 65 millions d'habitants. Cependant, 48 % environ des armoiries ont été attribuées d'office, ce qui limite la valeur historique de l'Armorial.

### Composition de l'Armorial général
Il fut rédigé une collection de volumes regroupant les résultats de l'enquête. Une copie en fut réalisée pour la famille d'Hozier.
Comme le précise l'édition de 1903, placée sous la direction de M. de La Roche-Lambert-Mions, l'Armorial Général « ... se compose de 34 registres in-folio de texte et de 35 volumes contenant les armoiries coloriées. »
Il contient 125 807 blasons peints, d'individus et de communautés, mais il est probable que le nombre d'inscriptions soit plus élevé, certaines n'ayant pas fait l'objet de brevets peints, surtout vers la fin de l'Armorial.
Les registres de texte contiennent le blasonnement des armoiries des personnes, villes, communautés et corporations, chacun référencé sous un numéro d'enregistrement.
Les volumes de l'Armorial général furent confiés à la garde personnelle du juge d'armes de France, Charles René d'Hozier, par un arrêt du Conseil du roi du 12 février 1697, ce que confirma l'édit de 1700. Ces volumes, dont la composition est détaillée ci-dessous, forme une collection actuellement conservée à la Bibliothèque nationale de France, site Richelieu, Département des Manuscrits, collection : "Cabinet des Titres". Publiés partiellement par des érudits ou héraldistes depuis le XIXe siècle, ces volumes sont maintenant numérisés et consultables sur le site web Gallica.
Le nombre d'entrées par volume manuscrit oscille entre 638 (vol. 3 : Béarn) et 6 117 (vol. 14 : Languedoc, première partie). Le résultat du Béarn s'explique par la petite taille de son ressort (équivalant à un département français d'aujourd'hui). Toutefois, la généralité de Paris, avec ses quatre volumes (Paris : 23, 24, 25 et Versailles : 35) offre un total de 18 049 blasons. Viennent ensuite la Normandie avec 15 890 dessins (vol. 19, 20, 21, en trois généralités) et le Languedoc (12 217 blasons, 2 vol.).

## Études sur l'armorial général
- L’Armorial général de 1696 : une source méconnue de l’histoire sociale et institutionnelle de la France d’Ancien Régime : actes / de la Table ronde organisée par la Société française d’héraldique et de sigillographie, Paris, 23 novembre 1996. Paris : S.F.H.S., 1998, in-4°, 84 p., ill. (Constitue le t. 67-68 de la Revue française d’héraldique et de sigillographie) :
  - Michel Pastoureau. Présentation, p. 7-9.
  - Jean-Luc Chassel. De l’Armorial général aux marchands de merlettes, p. 11-20.
  - Pierre-Jean Ciaudo. L’histoire de la capacité héraldique ou l’inadéquation du logos et de la praxis, p. 21-38.
  - Yvan Loskoutoff. Entre la gloire et la bassesse : les armes parlantes dans l’Armorial général de Louis XIV, p. 39-62, ill.
  - Marie-Josèphe Gut. Les armoiries des communautés laïques de la généralité de Châlons en Champagne, p. 63-65.
  - Pierre-Jean Ciaudo. L’application de l’Edit dans la sénéchaussée de Grasse et une partie de l’ancien comté de Nice, p. 67-78.(lire en ligne)
  - Jean-Claude Loutsh. L’Armorial général de 1696 et le duché de Luxembourg, p. 79-80.
  - Christiane Van Den Bergen-Pantens. L’héraldique dans les albums de Croy et l’Armorial général, p. 81-84.

## Accès en ligne

### Volumes de textes (originaux desXVIIeetXVIIIesiècles)
Les registres indiquant les blasonnements (c'est-à-dire décrivant les armoiries) sont consultables sur le site de la BNF : liste des volumes de texte.

### Volumes d'armoiries dessinées (originaux desXVIIeetXVIIIesiècles)
Ces 35 volumes concernent 25 des anciennes provinces de France, l'enquête ayant été formée le plus souvent dans le cadre des généralités (ressort des intendants des Finances), regroupant administrativement plusieurs provinces. C'est pourquoi l'intitulé des volumes désigne tant des provinces du royaume que des généralités.
- Vol. 1 : Alsace (généralité de Strasbourg)
- Vol. 2 : Duché d'Auvergne/Auvergne (généralité de Riom : duché, comté et dauphiné d'Auvergne)
- Vol. 3 : Béarn (généralité de Pau)
- Vol. 4 : Duché de Bourbon/Bourbonnais (généralité de Moulins)
- Vol. 5 : Berry/Bourges (généralité de Bourges)
- Vol. 6 : Duché de Bourgogne (généralité de Bourgogne, à Dijon)
- Vol. 7 : Franche-Comté/Comté de Bourgogne (généralité de Besançon)
- Vol. 8 : Duché de Bretagne, première partie (Intendance de Bretagne, à Rennes)
- Vol. 9 : Duché de Bretagne, deuxième partie (Intendance de Bretagne)
- Vol. 10 : Comté de Champagne (généralité de Châlons)
- Vol. 11 : Dauphiné (généralité de Grenoble)
- Vol. 12 : Flandres  (généralité de Lille)
- Vol. 13 : Guyenne  (généralité de Bordeaux)
- Vol. 14 : Languedoc, première partie  (généralité de Montpellier)
- Vol. 15 : Languedoc, deuxième partie  (généralité de Toulouse : Languedoc et Roussillon)
- Vol. 16 : Limoges (généralité de Limoges : Limousin, Marche et Angoumois)
- Vol. 17 : Lyonnais/Lyon (généralité de Lyon)
- Vol. 18 : Lorraine  (Généralité de Metz : Trois-Évêchés. Le reste de la Lorraine ne devint français qu'en 1766)
- Vol. 19 : Normandie (Alençon) (généralité d'Alençon)
- Vol. 20 : Normandie (Caen) (généralité de Caen)
- Vol. 21 : Normandie (Rouen) (généralité de Rouen)
- Vol. 22 : Orléans  (généralité d'Orléans : Orléanais et partie du Perche)
- Vol. 23 : Paris, première partie (généralité de Paris : Île-de-France)
- Vol. 24 : Paris, deuxième partie (généralité de Paris : Île-de-France)
- Vol. 25 : Paris, troisième partie (généralité de Paris : Île-de-France)
- Vol. 26 : Picardie (généralité d'Amiens)
- Vol. 27 : Poitiers, première partie (généralité de Poitiers : Poitou)
- Vol. 28 : Poitiers, deuxième partie (généralité de Poitiers : Poitou)
- Vol. 29 : Comté de Provence/Provence, première partie (généralité de Provence, à Aix)
- Vol. 30 : Comté de Provence/Provence, deuxième partie (généralité de Provence)
- Vol. 31 : La Rochelle (généralité de La Rochelle : Aunis et Saintonge)
- Vol. 32 : Soissons (généralité de Soissons : Picardie, suite)
- Vol. 33 : Tours, première partie (généralité de Tours : Touraine, Anjou, Maine)
- Vol. 34 : Tours, deuxième partie (généralité de Tours : Anjou, Maine et suite du Perche)
- Vol. 35 : Versailles (généralité de Paris : cas particulier du siège de la cour, riche en porteurs d'armoiries)

Tous ces volumes sont désormais accessibles sur Gallica : Armorial général de France.
Pour repérer un nom il faut utiliser la Table des blasons coloriés de l’Armorial général de France, ouvrage manuscrit en deux volumes conservé à la Bibliothèque nationale de France, qui n'est pas encore numérisé. Un accès payant à un index existe sur le site privé France armorial. Cependant, la table des matières proposée sur chacun des volumes numérisés par la bibliothèque nationale recense chaque entrée et blason et permet donc d'accéder directement au blason recherché.

### Volumes de textes (réalisés en 1903)
En 1903, des copies des registres de blasonnements (c'est-à-dire décrivant les armoiries) ont été publiées par La Roche-Lambert-Mions. Il a fait paraitre l'ensemble des registres sous forme de fascicules publiés mensuellement dans lesquels le foliotage d'origine est indiqué. Dans une lettre à ses souscripteurs, il précise que « L'ARMORIAL GÉNÉRAL DE FRANCE comportant 32 Volumes manuscrits (au lieu de 34) de Ch. d'Hozier, est publié en 49 volumes. Chacun de ces Volumes est publié par fascicules mensuels » .
La BNF a compilé ces recueils de 1903 en 4 volumes qui suivent l'ordre des livraisons, vaguement géographique : (1) Paris et le Sud-Ouest, (2) le Centre, (3) les provinces de l'Est, et (4) le Nord-Ouest (ainsi, la Lorraine se trouve dans le même tome que la Provence). Cet ordre de parution hebdomadaire (4 par mois), voulu par les éditeurs, permettait de souscrire à un seul tome (une partie de la France), plutôt qu'à tout l'ensemble, mais sans détailler chaque province, dont certaines, étant évidemment moins recherchées que d'autres, auraient été un fiasco éditorial. Ces 4 tomes de compilation sont consultables en ligne sur le site Gallica. Ils se composent ainsi :
| Tome 1 | Tome 2                                                                                     | Tome 3                                                                                           | Tome 4 |
| --- | ------------------------------------------------------------------------------------------ | ------------------------------------------------------------------------------------------------ | --- |
| - Paris - Versailles - Isle-de-France - La Rochelle - Guyenne - Montpellier-Montauban - Toulouse-Montauban - Béarn | - Orléanais - Touraine - Bourges - Poitiers - Auvergne - Limousin - Bourbonnais - Lyonnais | - Alsace - Lorraine - Bourgogne 1 - Bourgogne 2 - Champagne - Dauphiné - Provence 1 - Provence 2 | - Bretagne 1 - Bretagne 2 - Flandres - Picardie - Normandie-Alençon - Normandie-Caen - Normandie-Rouen - Soissonnais |

À noter que les exemplaires numérisés par la BNF comportent de nombreuses pages blanches et que plusieurs fascicules sont absents. Un Tome 5 contient quelques chroniques héraldiques et notices historiques.
L'édition de 1903 ne comportant pas d'index, il convient, pour repérer un nom, d'utiliser l'Indicateur du grand armorial de France publié par Louis Paris en 1865-1866 :
- Tome 1
- Tome 2

À noter que cet indicateur donne pour chaque nom le titre du volume et le numéro de folio du volume manuscrit et non la page de l'édition de 1903. Toutefois, l'édition de 1903 respectant l'ordre des volumes manuscrits, il n'est pas très difficile de se repérer.

## Publications partielles
L'Armorial général a donné lieu à de nombreuses publications partielles, thématiques ou géographiques. En voici quelques-unes accessibles sur Gallica :

### Par région ou département
- Artois, Picardie et Picardie (suite)
- Aude
- Bourgogne
- Champagne, généralité de Châlons-sur-Marne
- Flandres, Hainaut, Cambrésis
- Limoges, généralité de Limoges, Marche et Angoumois
- Ville de Marseille
- Perche
- Poitou, tome 1
- Poitou, tome 2
- Provence, généralité d'Aix, sénéchaussée de Sisteron
- Généralité de Rouen tome 1 et tome 2

### Par thème
- Abbayes, monastères, chapitres et prieurés du diocèse de Blois
- Capitouls de Toulouse
- Corporations religieuses et civiles d'Anjou
- Communautés des professions médicales
- Noblesse de Languedoc : généralité de Montpellier
- Noblesse de Languedoc : généralité de Toulouse
- Villes, monastères, communautés de la province d'Auvergne